# Christian Cantwell
Christian Cantwell (Jefferson City (Missouri), 30 september 1980) is een Amerikaanse kogelstoter. Hij werd wereldkampioen (out- en indoor) en meervoudig Amerikaanse kampioen in deze discipline. Ook vertegenwoordigde hij zijn land tweemaal op de Olympische Spelen en won hierbij een zilveren medaille.

## Biografie

### Concurrentie in eigen land
Cantwell probeerde zich in 2000 voor de eerste maal voor de Olympische Spelen van Sydney te kwalificeren tijdens de Amerikaanse selectiewedstrijden. Hij slaagde hierin niet, wat met name kwam door het gemis aan routine in internationale wedstrijden. Hetgeen weer het gevolg was van de grote concurrentie in eigen land van atleten als John Godina en Adam Nelson.

### Eerste wereldtitel indoor
In 2004 nam hij deel aan de wereldindoorkampioenschappen en won goud met 21,49 m. In de zomer geraakte hij verrassend genoeg alweer niet door de Amerikaanse Trials en mocht hierdoor niet naar de Olympische Spelen van Athene. Dit was des te opvallender, omdat hij in de periode voorafgaande aan de Trials tot drie keer toe voorbij de 22 meter had gestoten, met 22,54 als zijn beste prestatie, sindsdien zijn PR. In Athene werd het kogelstoten gewonnen door Cantwells landgenoot Adam Nelson met 21,16. 
In 2005 werd Christian Cantwell voor het eerst Amerikaans kampioen met een afstand van 21,64 en kwalificeerde zich hiermee voor de wereldkampioenschappen in Helsinki. Hier won hij de kwalificatieronde, waarbij zijn grootste concurrent John Godina door een blessure moest opgeven. In de finale werd zijn vorm in de kwalificatie niet herbevestigd en werd hij vijfde met 20,87. De wedstrijd werd gewonnen door Adam Nelson met 21,73.

### Tweede wereldtitel indoor en olympisch zilver
Op vrijdag 7 maart 2008 veroverde Cantwell op de WK indoor in Valencia bij het kogelstoten voor de tweede maal de gouden medaille. Met een verste stoot van 21,77 versloeg hij zijn landgenoot Reese Hoffa (zilver; 21,20) en de Pool Tomasz Majewski (brons; 20,93). Later dat jaar veroverde hij op de Olympische Spelen in Peking op zijn specialiteit het zilver. Met zijn een beste poging van 21,09 kon hij het ditmaal van Tomasz Majewski niet winnen, die tot 21,51 kwam en er dus met het goud vandoor ging. De Wit-Rus Andrej Michnevitsj (21,05), die overigens later wegens een overtreding van het dopingreglement uit de uitslag zou worden geschrapt, hield hij echter achter zich.

### Nu ook wereldkampioen outdoor
In 2009 nam Christian Cantwell revanche op Tomasz Majewski. Tijdens de WK in Berlijn kaapte hij met een verste stoot van 22,03 het goud weg voor de neus van de Pool, die ditmaal niet verder kwam dan 21,91. Het was weliswaar verder dan zijn winnende stoot op de Spelen in Peking, maar aangezien de Amerikaan dat jaar de enige was die voorbij de 22 meter wist te stoten, leverde het Majewski toch niet meer dan zilver op. In 2010 bevestigde Cantwell zijn superioriteit door er op de WK indoor in Doha gelijk maar een derde wereldindoortitel aan vast te plakken. Met 21,83 was hij opnieuw te sterk voor de concurrentie, van wie de Duitser Ralf Bartels het met 21,44 nog het beste deed, gevolgd door de Canadees Dylan Armstrong, die met een nationaal record van 21,39 zich het brons toe-eigende.
Daarna was het gedaan met de overmacht van Cantwell. Op de WK van 2011 in Daegu kwam hij met een verste stoot van 21,36 aanvankelijk zelfs buiten de medailles terecht, maar nadat ook hier dopingzondaar Michnevitsj met zijn 21,40 uit de uitslag was geschrapt, mocht de Amerikaan alsnog virtueel plaatsnemen op het erepodium. Een jaar later was hem dit 'geluk' niet beschoren. Nadat hij aan het begin van het jaar de WK indoor in Istanboel aan zich voorbij had laten gaan en zijn landgenoot Ryan Whiting de wereldindoortitel van hem had overgenomen, werd Cantwell op de Olympische Spelen in Londen met 21,19 afgetekend vierde, terwijl rivaal Tomasz Majewski hier juist met 21,89 zijn olympische titel prolongeerde.

### Weinig actie
Na 2012 liet Cantwell zich nog maar zelden zien op internationale wedstrijden. De WK's van 2013 (outdoor) en 2014 (indoor) liet hij aan zich voorbijgaan. Slechts nam hij af en toe deel aan een wedstrijd in het kader van de IAAF Diamond League serie, met in 2014 een overwinning tijdens de Shanghai Golden Grand Prix met een stoot van 21,73 als beste resultaat.
In 2015 leek hij echter bezig aan een serieuze comeback. Hij veroverde, vijf jaar na zijn voorlaatste, voor de vijfde keer een nationale titel op de Amerikaanse indoorkampioenschappen en nam deel aan de WK in Peking, waar hij zich met 20,63 als vijfde kwalificeerde voor de kogelstoot-finale. Die kwalificatie leverde hem echter ook een lichte blessure op, waardoor hij zich gedwongen zag om zich voor de finale af te melden.

### Privé
Christian Cantwell is sinds 2005 getrouwd met de Amerikaanse olympische kogelstootster Teri Steer, met wie hij een kind heeft.

## Titels
- Wereldkampioen kogelstoten - 2009
- Wereldindoorkampioen kogelstoten - 2004, 2008, 2010
- Amerikaans kampioen kogelstoten - 2005, 2009, 2010
- Amerikaans indoorkampioen kogelstoten - 2004, 2007, 2008, 2010, 2015

## Persoonlijke records
Outdoor
| Onderdeel      | Prestatie | Datum        | Plaats    |
| -------------- | --------- | ------------ | --------- |
| kogelstoten    | 22,54 m   | 5 juni 2004  | Gresham   |
| discuswerpen   | 59,32 m   | 7 april 2001 | Columbia  |
| kogelslingeren | 54,94 m   | 4 mei 2002   | Iowa City |

Indoor
| Onderdeel   | Prestatie | Datum            | Plaats      |
| ----------- | --------- | ---------------- | ----------- |
| kogelstoten | 22,18 m   | 22 februari 2008 | Warrensburg |

## Palmares

### kogelstoten
Kampioenschappen
- 2003:  Wereldatletiekfinale - 20,93 m
- 2004:  Amerikaanse indoorkamp. - 21,26 m
- 2004:  WK indoor - 21,49 m
- 2005:  Amerikaanse kamp. - 21,64 m
- 2005: 4e WK - 20,87 m (na DQ Bilonoh)
- 2005: 5e Wereldatletiekfinale - 20,09 m
- 2006:  Wereldatletiekfinale - 20,94 m
- 2007:  Amerikaanse indoorkamp. - 21,72 m
- 2007: 5e Wereldatletiekfinale - 20,25 m
- 2008:  Amerikaanse indoorkamp. - 21,51 m
- 2008:  WK indoor - 21,77 m
- 2008:  OS - 21,09 m
- 2008:  Wereldatletiekfinale - 20,73 m
- 2009:  FBK Games - 20,49 m
- 2009:  Amerikaanse kamp. - 21,82 m
- 2009:  WK - 22,03 m
- 2009:  Wereldatletiekfinale - 22,07 m
- 2010:  Amerikaanse indoorkamp. - 21,13 m
- 2010:  WK indoor - 21,83 m
- 2010:  Amerikaanse kamp. - 21,65 m
- 2011:  FBK Games - 21,15 m
- 2011:  WK - 21,36 m (na DQ Michnevitsj)
- 2012: 4e OS - 21,19 m
- 2015:  Amerikaanse indoorkamp. - 20,41 m
- 2015: DNS WK (3e in kwal. - 20,63 m)

Diamond League-podiumplaatsen
- 2010:  Eindzege Diamond League
- 2010:  Qatar Athletic Super Grand Prix - 21,82 m
- 2010:  Bislett Games - 21,31 m
- 2010:  Golden Gala - 21,67 m
- 2010:  Prefontaine Classic - 22,41 m
- 2010:  DN Galan - 22,09 m
- 2010:  London Grand Prix - 20,78 m
- 2010:  Weltklasse Zürich - 21,87 m
- 2010:  Memorial Van Damme - 21,62 m
- 2011:  Prefontaine Classic - 21,59 m
- 2011:  Athletissima - 21,83 m
- 2011:  Aviva British Grand Prix - 20,86 m
- 2011:  Herculis - 21,23 m
- 2011:  DN Galan - 21,70 m
- 2011:  Memorial Van Damme - 22,07 m
- 2014:  Shanghai Golden Grand Prix – 21,73 m
- 2014:  Prefontaine Classic – 21,38 m
- 2015:  Herculis - 21,24 m

1983 Edward Sarul ·
1987 Werner Günthör ·
1991 Werner Günthör ·
1993 Werner Günthör ·
1995 John Godina ·
1997 John Godina ·
1999 Cottrell J. Hunter ·
2001 John Godina ·
2003 Andrej Michnevitsj ·
2005 Adam Nelson ·
2007 Reese Hoffa ·
2009 Christian Cantwell ·
2011 David Storl ·
2013 David Storl · 
2015 Joe Kovacs · 
2017 Tomas Walsh · 
2019 Joe Kovacs · 
2022 Ryan Crouser · 
2023 Ryan Crouser